# Vajka (Szlovákia)
Vajka (szlovákul Vojka nad Dunajom) község Szlovákiában, a Nagyszombati kerület Dunaszerdahelyi járásában. Csente tartozik hozzá.

## Fekvése
Pozsonytól 22 km-re délkeletre, a Duna bal partján fekszik. A bősi vízierőmű építésekor a Duna és a Duna-csatorna közé került, mely elvágta a szomszédos Keszölcéstől. Ma Pozsony felől a dunacsúni hídon, Dunaszerdahely felől a bősi hídon, illetve a Keszölcés-Vajka között közlekedő komppal lehet megközelíteni.

## Nevének eredete
A hagyomány szerint egykor fejedelmi birtok volt és nevét I. István király régi Vajk nevéről kapta.

## Története
Oklevél a települést 1186-ban "Vayka" alakban említi először, amikor a falu az esztergomi érsekség birtoka lett, lakói pedig nemesi kiváltságokat kaptak. Az irat hitelessége vitatott. Kezdetben pozsonyi várbirtok, majd a Vajkai Nemesi Érseki Szék székhelyeként az esztergomi érsek birtoka volt. Önálló közigazgatása és törvénykezése volt, élén a magisztrátus állt. Lakói katonai szolgálatukért egyházi nemesek voltak. 1571-ben 12 nemesi kúriája volt. Középkori templomát a Duna elmosta, a mai római katolikus templom a 18. században épült. 1828-ban 1101 lakosa volt, akik főként mezőgazdasággal foglalkoztak. 1881-ben 14 hajómalom is működött a községben. A 19. században mezővárosként vásártartási joggal rendelkezett.
Vályi András szerint "VAJKA. Érsek Székinek is neveztetik. Magyar Mezőváros Pozsony Vármegy. lakosai katolikusok, fekszik Kis Szarvás, Halászi, és Sz. Györgynek szomszédságjokban, az öreg Duna’ mellyékén; réttye többnyire szigetekben van; erdeje számos, mellyben mindenféle vadak találtatnak; halászattal, és fa-vágással is táplállyák magokat némelly lakosai. Csente nevezetű Curia vagyon ezen helységhez kaptsolva, mellynek földes Ura Gr. Illésházy Uraság, fekszik Vajka, Kis-Szarva, és Keszöltzés között.	" 
Fényes Elek szerint "Vajka, Poson m. magyar mv., s főhelye a hason nevü érseki praedialista nemes kerületnek, az öreg Duna bal partján, ut. p. Somorjához keletre 1 órányira. Épületei között a kath. paroch. templom, a nemes kerület székes háza, s egynehány nemesi lakházak érdemelnek figyelmet; többi épületei sárból, nádból állittattak össze. Lakják 1006 kath., 1 ref., 32 zsidó, s köztök több golyvás, nyomorult emberek vannak. Határa a Dunán innen szűk, pedig őszi vetést csupán itten tehet; mert a szigetekben a gyakori ködök miatt lehetetlen, de a helyett itt kukoriczát, burgonyát gazdagon termeszt. Ellenben számtalan szigetei bőven kipótolják ezt a hiányosságot, minthogy ezekből olly sok és jó legelője van, hogy szarvasmarháik, csupán nagyon száraz esztendő ne legyen, legszebben meghiznak. Ugyanezen szigetben rétje, erdeje elég, vada is sok. A fövénytorlásokból pedig némelly szegények aranyat mosnak ki, s azt a posoni harminczadnál váltják be. Malmokkal is bir. Egyébiránt ezen apró szigetek, mellyek minden áradáskor szaporodnak, felette nagy kárt ejtenek az országnak, azaz: a dunahajózásnak; elvesztvén a Duna ez által illendő mélységét s erejét; s kivált a gőzhajókra nézve, mellyek mélyebben sülyednek a vizbe, különösen veszedelmesek; pótolván ezt még azon környülállás is, hogy a sok dült fáktól, törzsökötől nem igen szokták megtisztogatni a lakosok a Duna medrét. Vásárokat nem tart. A vajkai praedialis szék független volt ezelőtt a vármegyétől; volt különös törvényhatósága, nádora, alispánja, jegyzője, szolgabirája. Állott a szék egy mezővárosból, 7 faluból, s szabadságát az esztergomi érseknek (kinek banderiumához tartozott), s III. Bélának köszönheti."
Pozsony vármegye monográfiája szerint "Vajka, kisközség a Felső-Csallóközben, 194 házzal és 1184 róm. kath. vallású magyar lakossal. Körjegyzőségi székhely. E község már 1186-ban előfordul, a mikor a pozsonyi vár tartozéka volt. Ez évtől kezdve mint a főpapi praediális nemesek és az érsekség főszéke szerepel. Régi székháza még ma is fennáll, de már teljesen átalakítva. A helybeli lakosok között elterjedt hagyomány szerint e község állítólag Géza király fiától: Vajktól vagyis Szent Istvántól kapta nevét, sőt maga a szent király is itt lakott volna. Az esztergomi érsekség csallóközi egyházi nemeseinek e széke III. Bélától kapta szabadalmait és a vármegyétől független külön törvényhatóságot alkotva, egészen 1848-ig fennállott. 1345-ig Vajkay Mihály és Thomas de Weyka nevében is említve van. Mai nagyobb birtokosai Burián Pálné, Molnár László és Becker János. Molnár László őrzi az érseki nemesek régi és érdekes levéltárát is. Hogy e község ősidők óta megült hely, bizonyítják a határában talált pogány kori és népvándorláskori leletek is. A Duna áradásai már többizben tetemes kárt okoztak a lakosoknak; 1858-ban pedig nagy tűzvész dúlt itt. Ősi temploma már rég elpusztult és újabb templomát 1805-ben építették. Ide tartoznak Vajkasziget és Csente puszta. Ez utóbbi helyen nagyobb úrilak áll, melyet 1705-ben Stipsich György épített, és ez ma a Molnár Lászlóé. Vajkaszigetet az anyaközségtől a Duna választja el és ennek jobb partján fekszik. Itt a lakosok száma oly nagy, hogy már 1883 óta szép állami népiskolája van 80–90 tanköteles gyermekkel. 1886-ban pedig Czikollasziget elnevezésével postahivatalt kapott, míg 1895 óta az összes dunai szigetek csoportosításával önálló anyakönyvi hivatala is van. Vajkaszigeten van Burián Pálné birtokának nagy része, a gazdasági épületekkel és lakóházzal, továbbá Becker János birtoka csinos úrilakkal. Hajdan a lakosok a Duna fövenyéből aranyat is mostak. A községnek van postája, távírója Nagylég, vasúti állomása pedig Nagypaka."
A trianoni békeszerződésig Pozsony vármegye Somorjai járásához tartozott. A községet a trianoni határ kettévágta, 1921-ben részben e község Magyarországon maradt részeiből alakult Cikolasziget, mely ma Dunasziget része. 1938 és 1945 között újra Magyarországhoz tartozott.
A vízierőmű építésének idején érvényben lévő családiház építési tilalom miatt az 1980-as években sok fiatal család elvándorolt a községből.

## Népessége
| Év:            | 1994. | 2004.    | 2014.   | 2024.   |
| -------------- | ----- | -------- | ------- | ------- |
| Emberek száma: | 471   | 421      | 453     | 446     |
| Eltérés:       |       | -10,61 % | +7,60 % | -1,54 % |

| Év:            | 2023. | 2024.   |
| -------------- | ----- | ------- |
| Emberek száma: | 441   | 446     |
| Eltérés:       |       | +1,13 % |

1910-ben 1262, túlnyomórészt magyar lakosa volt.
2011-ben 460 lakosából 327 magyar és 122 szlovák volt.
2021-ben 460 lakosából 277 (+14) magyar, 156 (+6) szlovák, 12 egyéb és 15 ismeretlen nemzetiségű volt.

## Neves személyek
- Itt született 1884-ben Khin Antal néprajzkutató, múzeumalapító, tanár.
- Itt szolgált Farkas Mihály esztergomi tiszteletbeli kanonok, szentszéki ülnök.
- Itt szolgált Kovács József teológus, tanár, szentszéki ülnök.
- Itt szolgált Mészáros Ferenc (1794-1864) a nagyszombati líceum tanára.
- Itt szolgált Ürge Ignác (1840-1898) lazarista szerzetes és hittérítő Kínában.
- Itt szolgált Horváth József (1848-1916) főtanító.
- Itt szolgált Szüllő Rezső (1912–1982) plébános.
- Itt nyugszik Szőke József (1928-2010) szlovákiai magyar író, szerkesztő, bibliográfus, művelődésszervező, a szlovákiai magyarság jeles közéleti személyisége.

## Nevezetességei

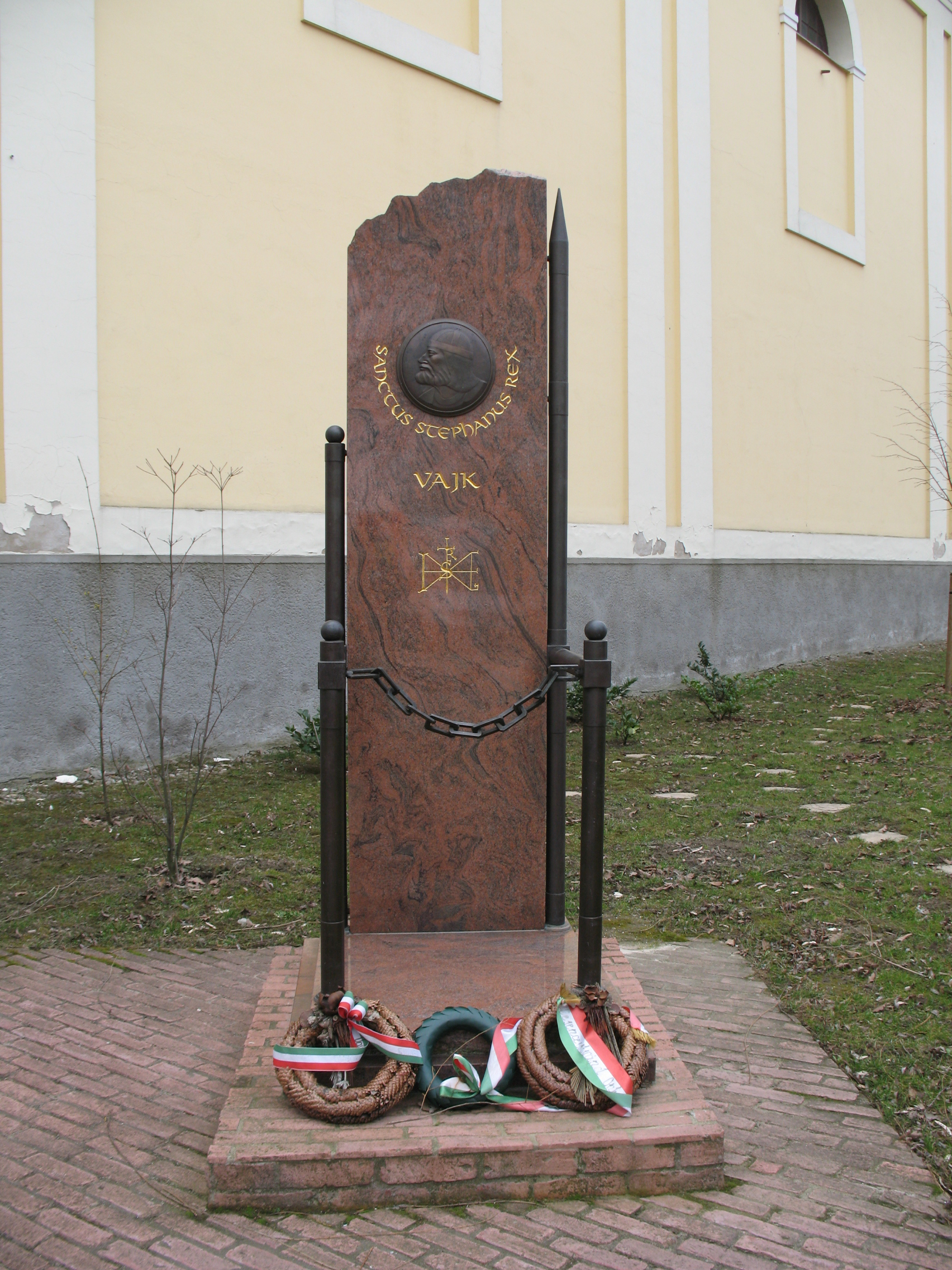
Szent István emlékmű

- A Mihály arkangyal tiszteletére szentelt római katolikus templom 1755 és 1772 között épült, mai formáját 1812-ben kapta. Korábbi kápolnája a Duna áldozatául vált.[9]
- Kastélya a korábbi, 1523-ban épített kastély alapjain a 19. század első felében épült, az 1970-es évek elején bontották el, helyén ma családi házak állnak.
- Vajk-emlékmű a katolikus templom kertjében. Lipcsey György szobrászművész alkotását 2005. augusztus 14-én avatták fel.[10]
- A Vajkai-tó a vízierőmű töltésének megépítéséhez használt sóder kitermelése révén keletkezett 84 hektár területen.

## Képtár

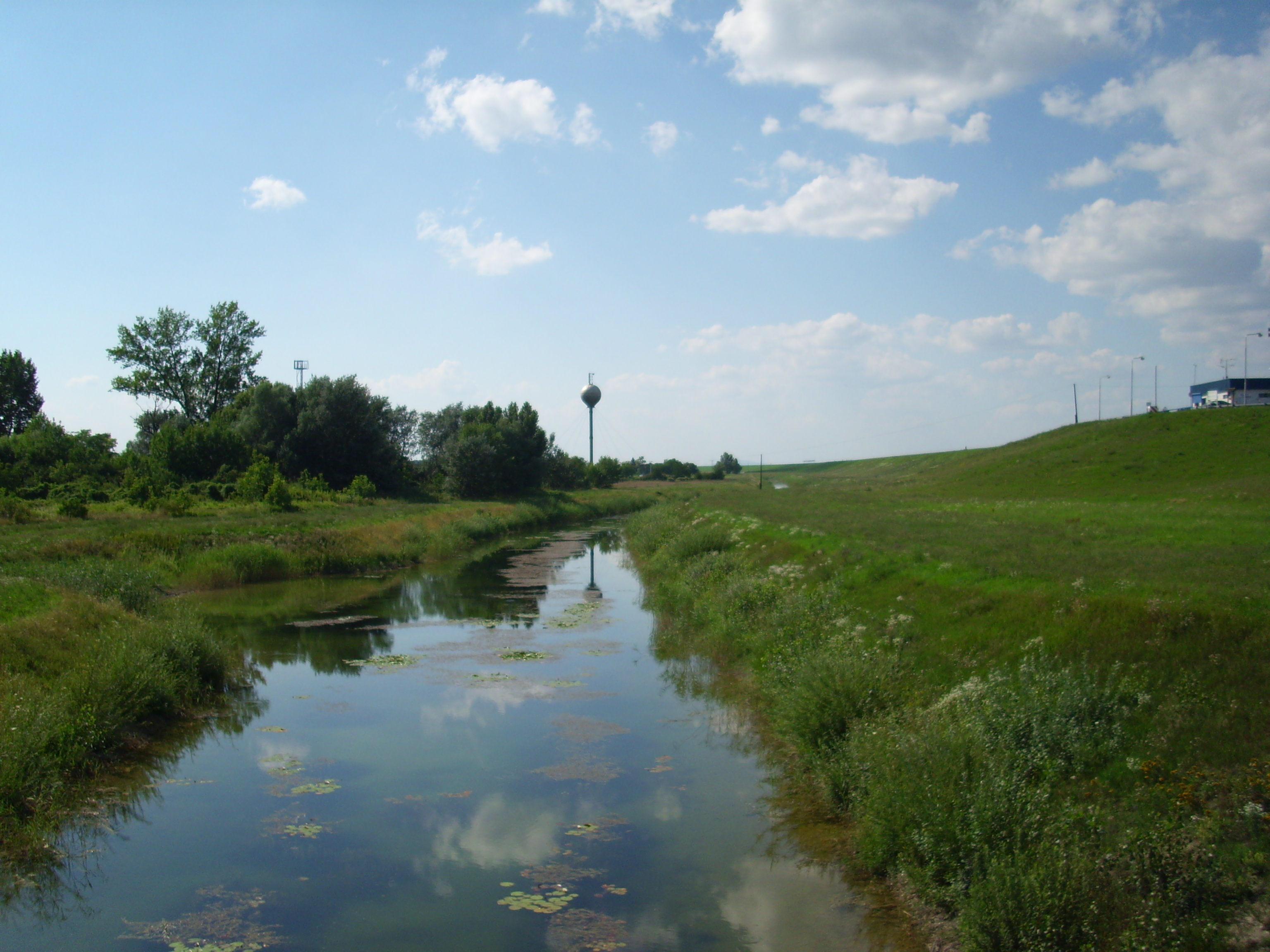
Kanális Vajkánál
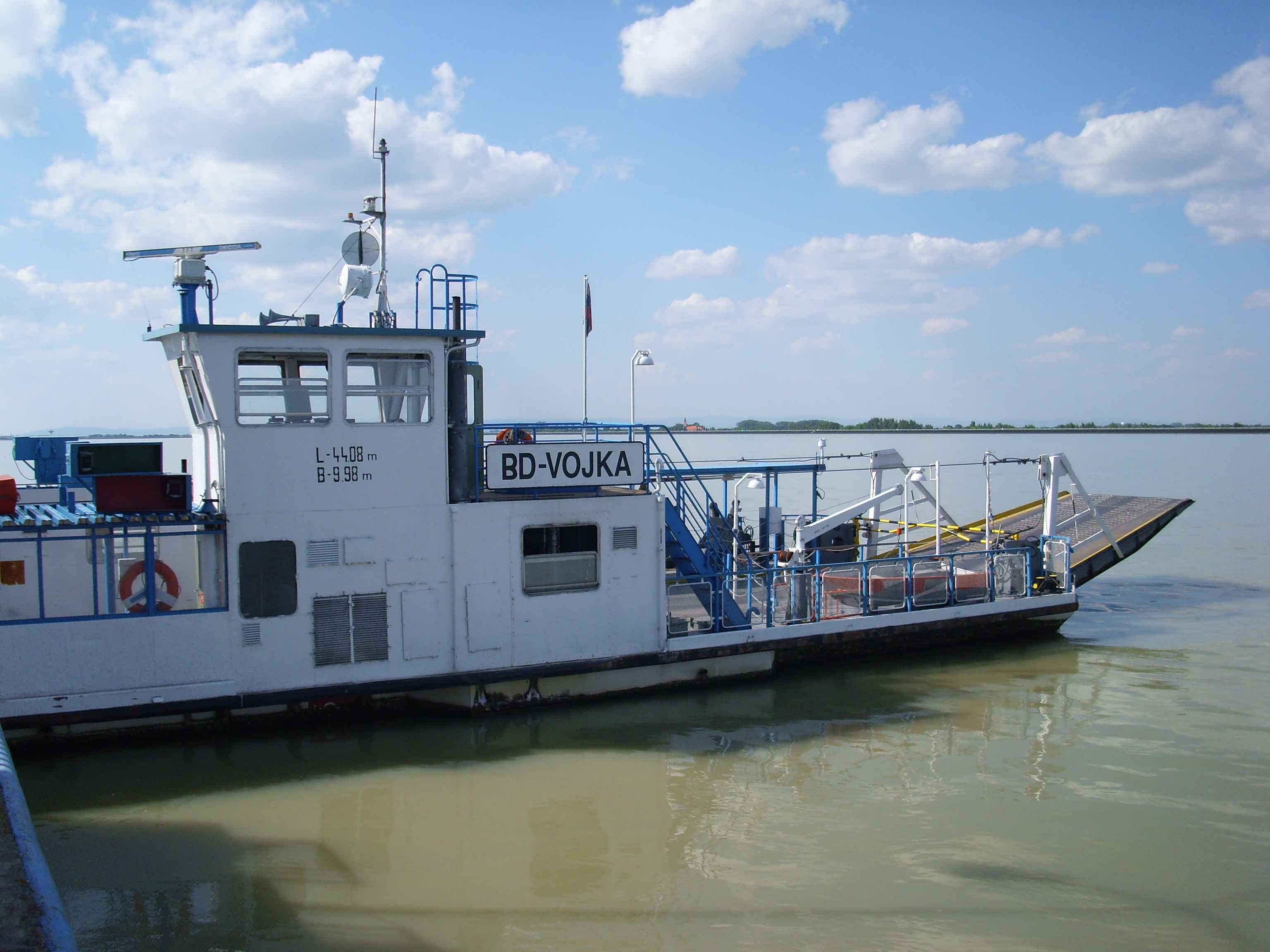
Komp
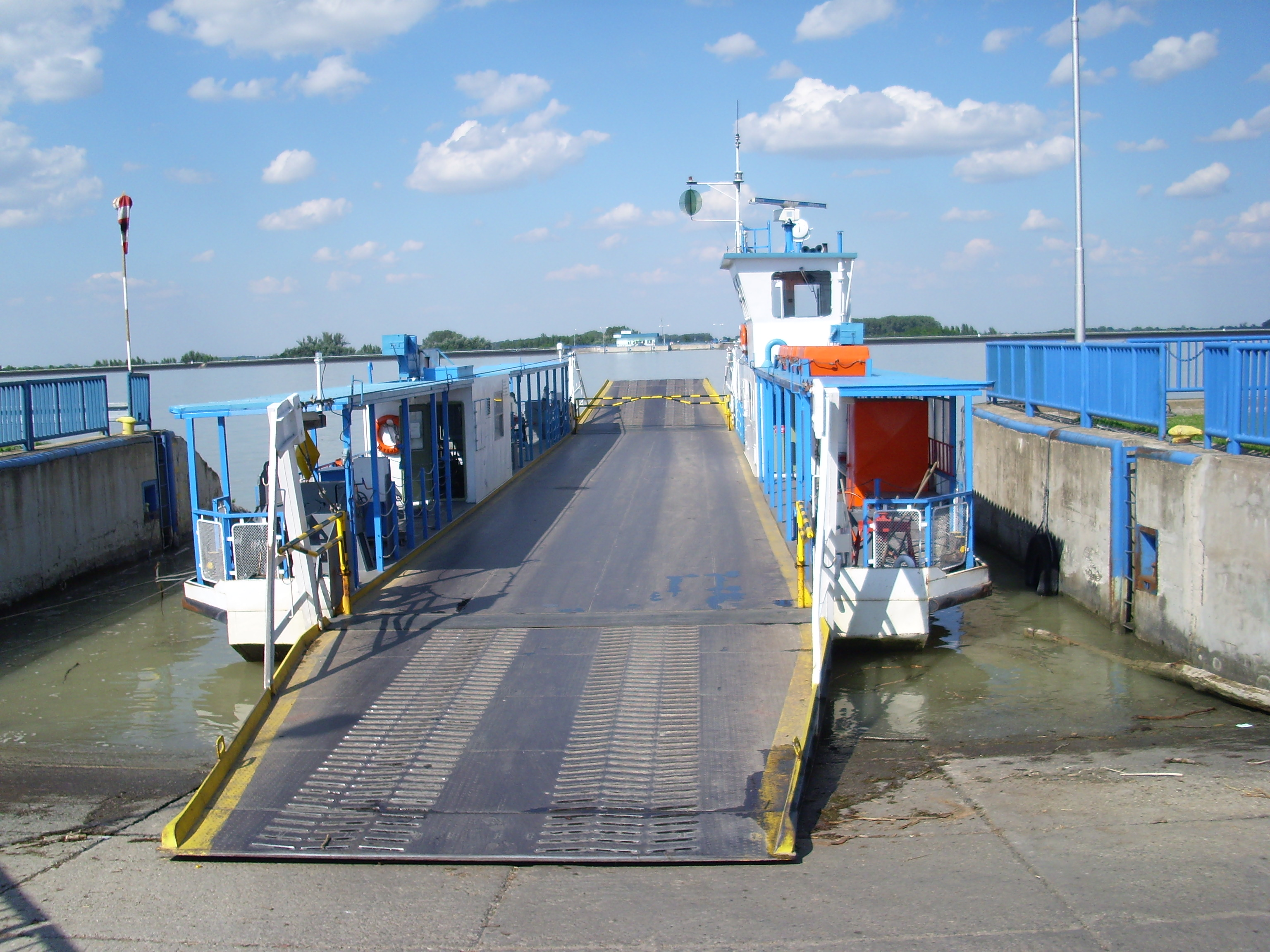
Komp
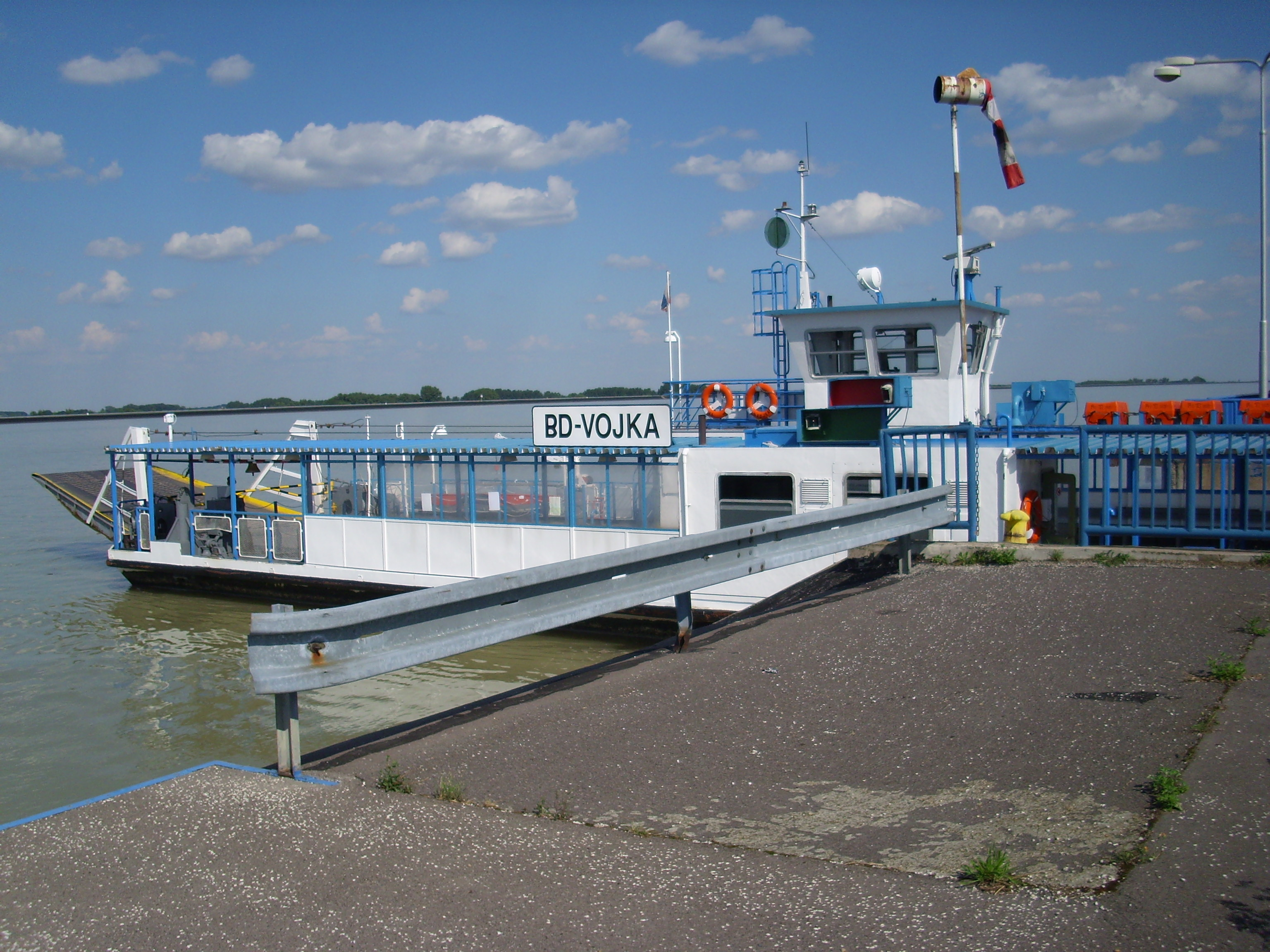
Komp
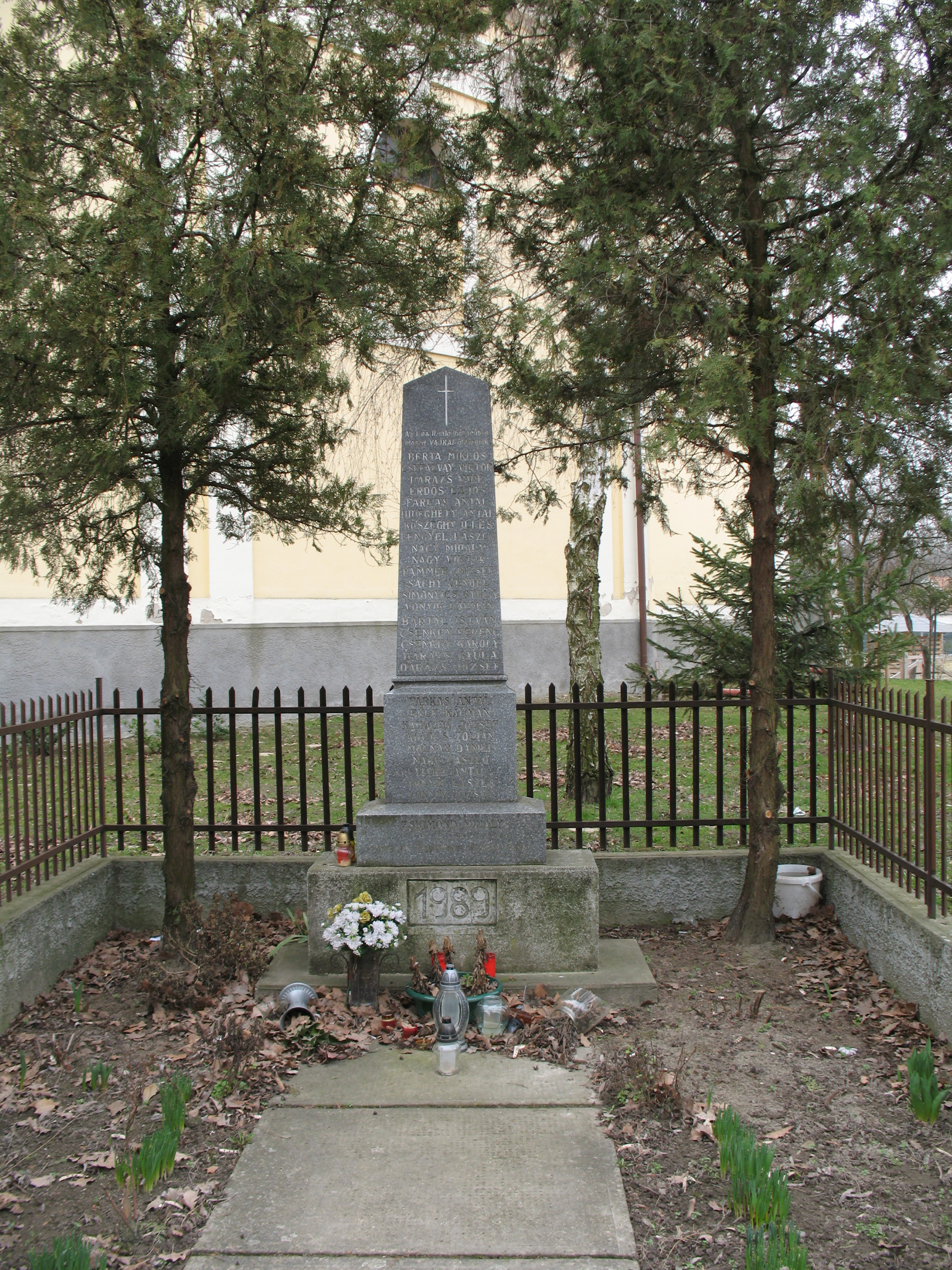
Vajka világháborúban elesett hőseinek emlékműve 1989-ből
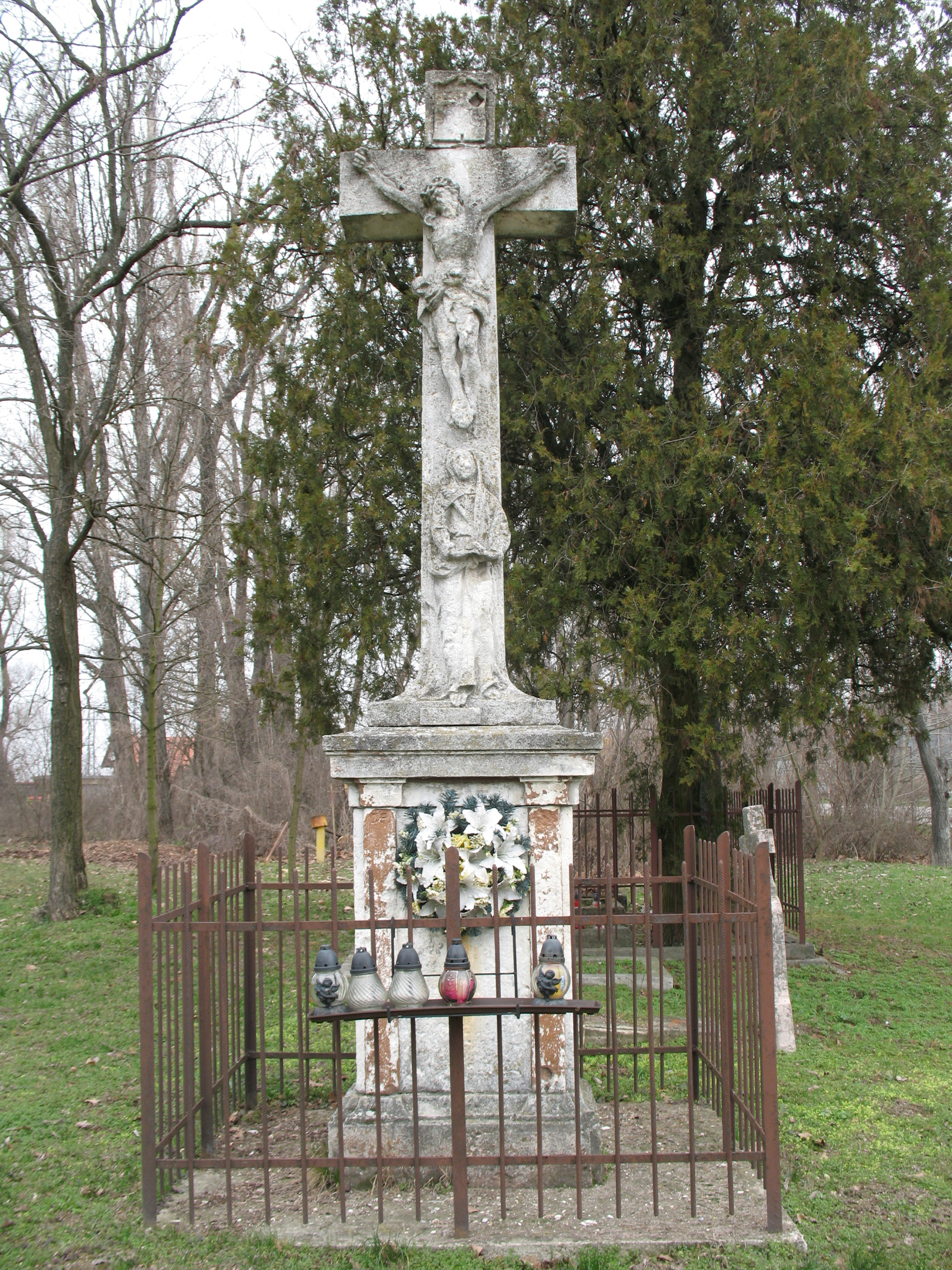
Kereszt
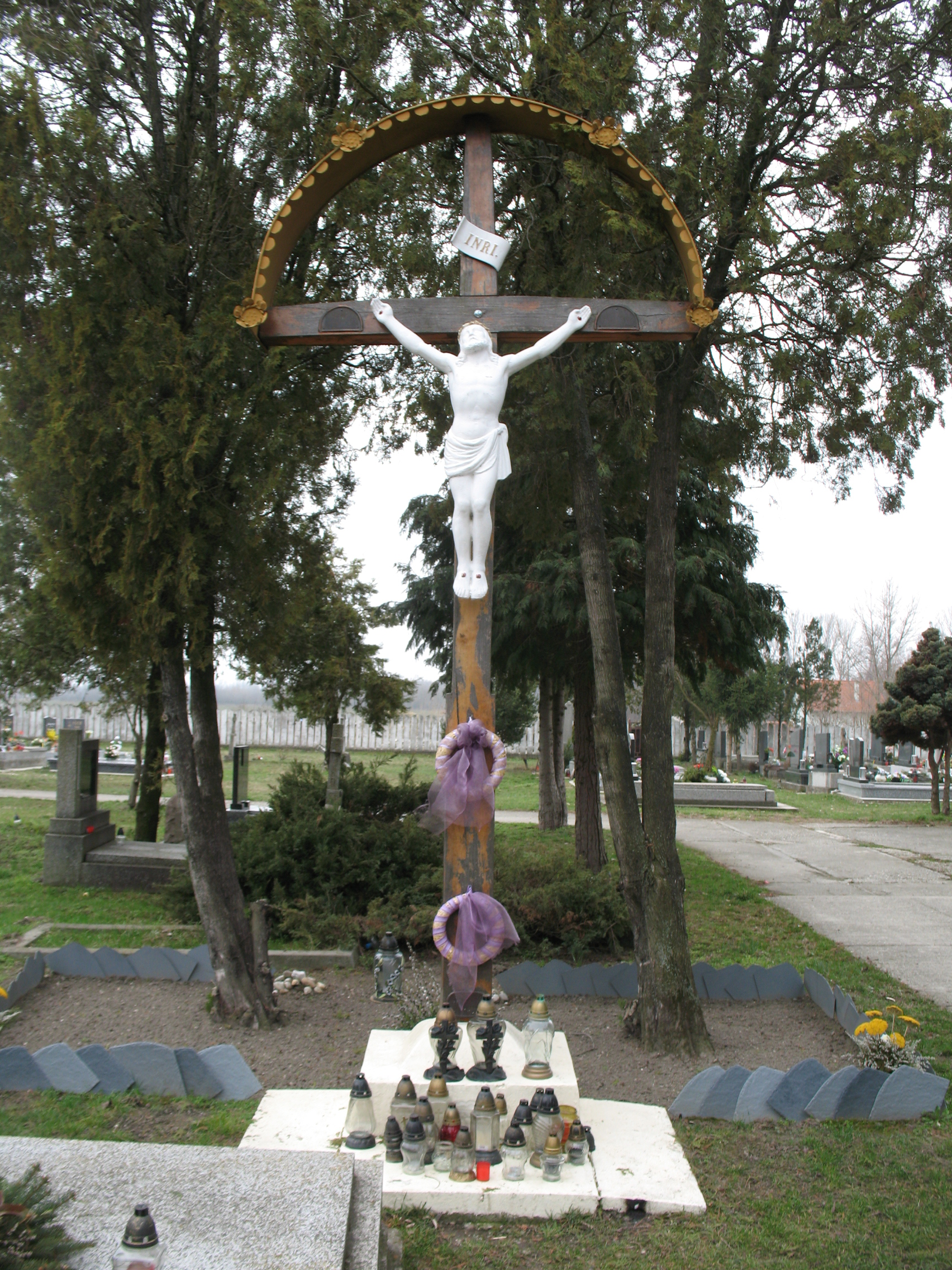
Temetőkereszt 2003-ból

## Külső hivatkozások
- Hivatalos oldal
- E-obce.sk Archiválva 2009. május 7-i dátummal a Wayback Machine-ben
- Községinfó
- Vajka Szlovákia térképén